# مقاطعة هامبلين (تينيسي)
مقاطعة هامبلين (بالإنجليزية: Hamblen County, Tennessee)‏ هي إحدى مقاطعات ولاية تينيسي في الولايات المتحدة. ، وتبلغ مساحتها 455 كم2، بلغ عدد سكانها 62544 نسمة في عام 2010 حسب إحصاء مكتب تعداد الولايات المتحدة وتصل الكثافة السكانية فيها 139 نسمة/كم2.

## وصلات خارجية
- hamblencountygovernment.us